# Locomotiva Piritubana
A GCCES Locomotiva Piritubana é uma escola de samba da cidade de São Paulo, localizada no bairro de Pirituba.

## Carnavais
| Ano  | Colocação | Grupo | Enredo | Carnavalesco | Ref.              |
| ---- | --- | --- | --- | --- | ----------------- |
| 2019 | 13º Lugar | Acesso 2 de Bairros | O Eldorado no Reino de Iaguara                                                                                         | Comissão de Carnaval                                                                                                   | [ 2 ] [ 3 ] [ 4 ] |
| 2020 | 11º Lugar | Acesso 3 de Bairros | Eu Prometo! | Willian André | [ 5 ]             |
| 2021 | Inicialmente adiados para o mês de julho, os desfiles do Carnaval 2021 foram cancelados devido a pandemia de Covid-19. | Inicialmente adiados para o mês de julho, os desfiles do Carnaval 2021 foram cancelados devido a pandemia de Covid-19. | Inicialmente adiados para o mês de julho, os desfiles do Carnaval 2021 foram cancelados devido a pandemia de Covid-19. | Inicialmente adiados para o mês de julho, os desfiles do Carnaval 2021 foram cancelados devido a pandemia de Covid-19. | [ 6 ]             |
| 2022 | 8º Lugar | Acesso 3 de Bairros | Mestre Zulu pela voz do sambista direto para seu coração, salve a raiz do samba                                        | | [ 7 ] [ 8 ]       |
| 2023 | 8º Lugar | Acesso 3 de Bairros | Jeito Pirituba de ser                                                                                                  | | [ 9 ]             |
| 2024 | 11º Lugar | Acesso 3 de Bairros | Bendito seja o pão de cada dia                                                                                         | Leandro Oliveira | [ 10 ]            |